# Natuurreservaat Zhalong
Natuurreservaat Zhalong (Vereenvoudigd Chinees: 扎龙国家级自然保护区; Traditioneel Chinees: 扎龍國家級自然保護區; Pinyin: Zhālóng guójiā jízìránbǎohùqū) is een nationaal natuurreservaat gelegen in de provincie Heilongjiang in het noordoosten van China, in de historische regio Mantsjoerije. Het gebied werd opgericht in 1979 en verkreeg in 1987 de status van object van nationaal belang. Natuurreservaat Zhalong heeft een oppervlakte van 2.100 km².

## Kenmerken
Natuurreservaat Zhalong ligt circa 30 km ten zuidoosten van de stad Qiqihar, langs de benedenloop van de Wuyur He, een zijrivier van de Nen Jiang. Het gebied bestaat uit permanent of periodiek overstroomde moerassen met ondiepe zoetwatermeren, rietbedden en vochtige graslanden. Op 31 maart 1992 werd het reservaat erkend als watergebied van internationaal belang, in het bijzonder voor watervogels. De uitgestrekte moeraslanden in het gebied zijn van vitaal belang voor het behoud van de Chinese kraanvogel (Grus japonensis) - een bedreigde soort waarvan er anno 2009 nog slechts ca. 2.750 in het wild leven.

## Dierenwereld
Het gebied staat in de eerste plaats bekend om haar broedpopulatie Chinese kraanvogels. Deze bedreigde vogel wordt sinds de oudheid vereerd door de Chinezen, die ze beschouwen als een symbool van lang leven en geluk. De Chinese kraanvogel is de held in vele legendes, gedichten en andere literaire werken. Vaak noemen schrijvers en dichters het "een hemelse kraanvogel". Vandaag de dag wordt de soort in het land beschermd onder de hoogste categorie. Ter aanvulling op de Chinese kraanvogel kan men hier onder meer ook de purperreiger (Ardea purpurea), amoerroodpootvalk (Falco amurensis), witnekkraanvogel (Grus vipio), oosterse vorkstaartplevier (Glareola maldivarum), poelruiter (Tringa stagnatilis), witwangstern (Chlidonias hybrida), roodstuitzwaluw (Cecropis daurica), zwartbrauwrietzanger (Acrocephalus bistrigiceps), Chinese karekiet (Acrocephalus orientalis) en de Japanse rietgors (Emberiza yessoensis) waarnemen.